# Avenida Brasil (telenovela)
Avenida Brasil è una telenovela brasiliana prodotta e trasmessa da TV Globo dal 26 marzo 2012 al 19 ottobre 2012 come telenovela delle nove, ossia quella che mischia storie d'amore con tematiche sociali, sostituendo Fina estampa e venendo poi sostituita da Salve Jorge. La trama è stata scritta da João Emanuel Carneiro con la collaborazione di Antonio Prata, Luciana Pessanha, Alessandro Marson, Márcia Prates e Thereza Falcão; la direzione è di Gustavo Fernandez, Thiago Teitelroit, Paulo Silvestrini, André Camara e la superivisione generale è di José Luiz Villamarim, Amora Mautner e Ricardo Waddington.
Débora Falabella, Murilo Benício, Cauã Reymond, Eliane Giardini e Marcos Caruso interpretano i ruoli principali, affiancati da Vera Holtz, José de Abreu, Marcello Novaes, Heloísa Perissé, Nathalia Dill, Alexandre Borges, Débora Bloch, Camila Morgado, Carolina Ferraz, Leticia Isnard, Isis Valverde, Juca de Oliveira e Adriana Esteves.
La telenovela ha ricevuto un totale di 118 nomination per i premi, vincendone poi 41; è stata candidata anche all'Emmy Award.

## Trama

### Prima fase
1999. Genésio è un vedovo solitario ed è padre di Rita, una bambina dolce. In seguito, lui sposa Carminha, una donna apparentemente umile e semplice, ma molto ambiziosa. Per questo motivo, con la collaborazione dell'amante Max, cerca di impossessarsi del denaro di Genésio, ma Rita, ascoltando una telefonata tra la donna e l'amante, scopre tutto e riferisce al padre, che all'inizio non ci crede, ma poi si rende conto che è tutto vero. Così sostituisce il suo denaro con pezzi di carta e aspetta che la donna se ne accorga. Carminha, accorgendosene colpisce Genésio nell'avenida brasil, un lungo viale a nord di Rio de Janeiro.
Carminha riesce a trovare il denaro. Intanto Genésio viene investito involontariamente da Tufão, un calciatore a causa della pioggia che gli impediva di vederlo, che chiama l'ambulanza. Genésio pronuncia il nome di Carminha, ma non riesce a completare la frase, perché muore subito dopo, perciò il calciatore crede che gli stia chiedendo di occuparsi della moglie. Sentendo l'arrivo dell'ambulanza, decide di andarsene dal luogo dell'incidente per paura che uno scandalo potesse porre fine alla sua carriera calcistica. Rita, sentendo la notizia comunicata a Carminha dalla polizia, ne rimane sconvolta e non ci crede. In seguito Tufão cerca Carminha dicendo di essere amico di suo marito e di voler aiutarla, ma Carminha capisce ben presto che Tufão non conosce affatto Genésio, ma decide di stare al gioco e di farsi aiutare da lui poiché è un uomo molto ricco e potrebbe soddisfare i suoi desideri. Tufão, pervaso dal senso di colpa, dopo alcuni giorni racconta la verità a Carminha, la quale tuttavia decide di non denunciarlo alla polizia.
Carminha, per essere l'unica erede, si sbarazza di Rita, portandola in una discarica e affidandola a Nilo, che la fa lavorare insieme ad altri bambini orfani, ricevendo tuttavia l'affetto di Lucinda. Inoltre, Carminha decide di tenere nascosta l'esistenza di Rita a Tufão.
In seguito Carminha dice di essersi innamorata di Tufão, il quale prova un forte sentimento per la donna e decide di sposarla.
Batata è un bambino di strada che vive nella discarica con Lucinda e si innamora di Rita, tornandosi così inseparabili. Tuttavia lui è un bambino appassionato di calcio che sogna di essere un calciatore professionista. Il talento di Batata verrà scoperto da Tufão che, affezionandosi e visto la richiesta di Carminha (che tiene segreto il fatto che lei e Max siano i veri genitori del bambino, e di averlo abbandonato all'età di tre anni), adotterà il bambino, al quale verrà dato il nome di Jorginho.
Rita perde dunque il suo amore d'infanzia ma in lei persiste il desiderio di vendicarsi della donna che ha distrutto la sua vita e la sua famiglia. Più tardi è adottata da una famiglia argentina, riceve il nome di Nina, e va a vivere con la sua nuova famiglia a Mendoza in Argentina.

### Seconda fase
La seconda fase della telenovela inizia nel 2012 con Nina che è cresciuta ed è diventata un'eccellente chef di cucina in Argentina, ma dopo aver perso i genitori decide di tornare in Brasile per dare inizio al suo piano di vendetta, abbandonando il fidanzato e le due sorelle. Rita, la quale ha sempre tenuto sotto controllo la vita di Carminha tramite i giornali online, per avvicinarsi a Carminha conosce Ivana, sorella di Tufão, tramite internet e riesce a farsi assumere come cuoca dalla famiglia.
Carminha a sua volta, per proseguire nel suo progetto di diventare ricca per poi scappare con l'amante Max, è ora una moglie esemplare, dopo che dodici anni prima, per sposarsi con Tufão, era riuscita a farlo separare dalla parrucchiera Monalisa, il vero amore di Tufão, la quale dirige un centro estetico assieme all'amica Olenka nel Divino, quartiere del sobborgo carioca in cui vive Tufão con la famiglia nella sua grande dimora.
In realtà Carminha è una finta madre di famiglia, cara a tutto il quartiere, ad eccezione di Monalisa e Jorginho, ai quali non piace il modo in cui Carminha si comporta con Ágata, sua figlia, una ragazzina che soffre per essere sovrappeso ed essere umiliata dalla madre a cui vuole bene. La bontà di Carminha comunque è pura finzione. Nonostante sia arrivata nell'alta società, continua con la stessa cattiveria di prima, mantenendo per tutti questi anni anche la relazione con Max, il quale si è sposato con Ivana, la sorella di Tufão, e progettando piani di continuo per appropriarsi del denaro della famiglia all'insaputa dei coniugi.
L'unico vero sentimento Carminha lo prova nei confronti di Jorginho, figlio adottivo de Tufão e suo figlio biologico, sebbene i due non sospettino che lei sia la vera madre del ragazzo. Jorginho è fidanzato con Débora, una ragazza ricca e dalle buone intenzioni, ma gelosa e possessiva. Débora è a sua volta figlia di Cadinho, un uomo d'affari sposato con tre donne: Verônica, una donna futile e madre di Débora; Noêmia, una donna colta e moderna madre di Tomás; e Aléxia, una donna ricca diventata povera e madre della giovane Paloma, frutto dell'inseminazione artificiale con Cadinho, l'uomo che tanto desiderava, tutto questo senza sapere che il pretendente era sposato con altre due donne, le quali sono anche loro all'oscuro dell'esistenza delle altre mogli del marito, arrivando solo in seguito alla scoperta delle relazioni del marito.
Rita, diventata Nina, ora lavora e vive con la famiglia di Tufão, ma dopo poche settimane scopre che Jorginho è Batata, il suo amore d'infanzia, restando così divisa tra l'amore e la vendetta contro l'ex matrigna Carminha.

### Finale
Santiago, il padre di Carminha, rapisce Tufao per ottenere il denaro dal riscatto. Nina chiede aiuto a Lucinda, che si trova in prigione, per sapere dove possa essere Santiago. La carcerata dice che lui aveva una casa di campagna in Magé e Nina va a cercarlo. Trovando Tufao, Nina cerca di liberarlo, ma viene scoperta dagli uomini di Santiago e rapita. In aeroporto, Santiago minaccia di sparare a Tufao e Nina. Ma Carminha li salva e si scusa con Tufao, dicendo che voleva essere una moglie perfetta.
Carminha prende la pistola del padre e la consegna a Nina chiedendole di sparare: "Sparami, finisci la tua vendetta". Tufao e Nina non capiscono il comportamento di Carminha e le chiedono di scappare. Ma lei dice che non ha più via di fuga aspetta l'arrivo della polizia per farsi arrestare. Infatti Carminha viene arrestata e confessa tutto alla polizia.
In un interrogatorio della polizia, Carminha confessa di aver ucciso il suo ex amante.
Dopo tre anni, Tufao e Monalisa decidono di vivere insieme. Carminha esce dal carcere e va a vivere nella discarica insieme a Lucinda. Debora lascia Jorge e si fidanza con Iran, figlio adottivo di Monalisa.
Nina ha un figlio con Jorginho e diventa amica di Carminha. Cadinho si riconcilia con le sue tre donne e le risposa.

## Cast
| Attore               | Personaggio                                                                                   |
| -------------------- | --------------------------------------------------------------------------------------------- |
| Débora Falabella     | Nina / Rita                                                                                   |
| Cauã Reymond         | Jorginho / Batata                                                                             |
| Adriana Esteves      | Carminha                                                                                      |
| Murilo Benício       | Tufão (Jorge Araújo)                                                                          |
| Eliane Giardini      | Muricy Araújo                                                                                 |
| Marcos Caruso        | Leleco Araújo                                                                                 |
| Marcello Novaes      | Max (Maxwell Pereira Oliveira)                                                                |
| Vera Holtz           | Mãe Lucinda                                                                                   |
| José de Abreu        | Nilo Oliveira                                                                                 |
| Isis Valverde        | Suélen                                                                                        |
| Juca de Oliveira     | Santiago                                                                                      |
| Nathalia Dill        | Débora Magalhães Queirós                                                                      |
| Letícia Isnard       | Ivana Araújo Oliveira                                                                         |
| Heloísa Perissé      | Monalisa Barbosa Silas                                                                        |
| Juliano Cazarré      | Adauto                                                                                        |
| Cacau Protásio       | Zezé                                                                                          |
| Alexandre Borges     | Cadinho (Carlos Eduardo de Souza Queirós)                                                     |
| Débora Bloch         | Vêronica Magalhães Queirós                                                                    |
| Camila Morgado       | Noêmia Buarque Queirós                                                                        |
| Carolina Ferraz      | Aléxia Bragança Queirós                                                                       |
| Thiago Martins       | Leandro                                                                                       |
| Fabíula Nascimento   | Olenka Cabral                                                                                 |
| Bruno Gissoni        | Iran Barbosa                                                                                  |
| José Loreto          | Darkson Silas                                                                                 |
| Débora Nascimento    | Tessália das Graças Mendonça                                                                  |
| Daniel Rocha Azevedo | Roni "Roniquito"                                                                              |
| Ailton Graça         | Paulo Silas                                                                                   |
| Otávio Augusto       | Diógenes                                                                                      |
| Betty Faria          | Pilar Albuquerque                                                                             |
| Cláudia Missura      | Janaína                                                                                       |
| Paula Burlamaqui     | Dolores Neiva (Soninha Catatau)                                                               |
| Bianca Comparato     | Bêthania de Almeida                                                                           |
| Emiliano D'Ávila     | Lúcio                                                                                         |
| Luana Martau         | Beverly                                                                                       |
| Carol Abras          | Begonia García Hernández                                                                      |
| Ronny Kriwat         | Tomás Buarque                                                                                 |
| Felipe Abib          | Jimmy Bastos                                                                                  |
| André Luiz Miranda   | Valentim                                                                                      |
| Murilo Elbas         | Branco                                                                                        |
| Patrícia de Jesus    | Jéssica                                                                                       |
| Ana Karolina Lannes  | Ágatha Moreira Araújo                                                                         |
| Bruna Griphao        | Paloma Bragança                                                                               |
| Jean Pierre Noher    | Martin García Hernández                                                                       |
| Marcella Valente     | Renata                                                                                        |
| Tony Ramos           | Genésio Fonseca Souza                                                                         |
| Mel Maia             | Rita Fonseca de Souza / Nina García Hernández (da piccola)                                    |
| Bernardo Simões      | Batata / Jorginho (Jorge Moreira de Araújo Filho) / Cristiano Moreira Oliveira / (da piccolo) |

## Produzione
Prima che Adriana Esteves fosse scelta per interpretare l'antagonista Carminha, Eliane Giardini era stata chiamata per vivere il personaggio. Anzi, Fabíula Nascimento che interpreta Olenka nella trama, sarebbe stata Carminha da giovane. L'attrice è stata quotata per il ruolo per assomigliare ad Eliane Giardini. La direzione della telenovela ha deciso nel frattempo di chiamare una sola attrice per impersonare l'antagonista della storia nelle due fasi. In questa fase l'emittente ha preso in considerazione due nomi: Alessandra Negrini e Adriana Esteves. Poiché la prima aveva già interpretato un'antagonista in una telenovela di quella fascia oraria, è stata scartata dalla direzione, restando così Adriana Esteves.
Alinne Morais era stata quotata per impersonare Nina, vista la somiglianza con l'attrice infantile Mel Maia, che ha interpretato Nina nell'infanzia, ma per motivi contrattuali Débora Falabella è stata scelta. Un'altra scelta possibile sarebbe stata quella di Eduardo Moscovis per il ruolo di Max, sebbene non sia mai stato confermato, visto che l'autore aveva affermato che Marcello Novaes è sempre stato la sua scelta per il ruolo.
Marjorie Estiano è stata invitata personalmente dalla collaboratrice Amora Mautner per dare vita al personaggio Suélen, però, per aver finito le registrazioni di un'altra telenovela recentemente, e per essere già stata scelta per la telenovela Lado a lado prima dell'invito, ha rifiutato. Isis Valverde è stata scelta per il ruolo, essendo poi molto elogiata dalla critica.
Mariana Ximenes avrebbe dato vita a Débora, ma l'autore ha optato per un viso più giovane, con tratti più "adolescenti", dato che la stessa avrebbe formato una coppia romantica con Cauã Reymond. Milena Toscano e Nathalia Dill entrarono in questione, essendo Nathália la scelta.
La telenovela ebbe un grande numerodi attori quotati, ma che finirono col rinnunciare o essere posti fuori questione poiché erano già stati ingaggiati in altri progetti o per essere già stati scelti per altri ruoli in altre telenovele.

## Ripercussione
La telenovela è stato un grandissimo successo di critica e pubblico; nel corso della trama, vari personaggi eccelsero. È stato il caso delle cameriere Zezé (Cacau Protásio) e Janaína (Cláudia Missura), di Adauto (Juliano Cazaré), della coppia Leleco e Muricy, formata dai veterani Marcos Caruso e Eliane Giardini, di Suélen (Isis Valverde), Darkson (José Loreto), Beverly (Luana Martau), Nilo (José de Abreu), oltre che la stessa antagonista della telenovela, Carminha (Adriana Esteves).
La telenovela è diventata uno degli argomenti preferiti sui social network in internet, principalmente quando nella trama avvenne il colpo di scena in cui Nina/Rita iniziò ad umiliare Carminha nella grande dimora della famiglia di Tufão (suo marito), nella scena in cui Carminha seppellisce Nina viva, o quella in cui la famiglia di Tufão smaschera Carminha dopo aver scoperto il suo tradimento con Max (Marcello Novaes).
Tra i protagonisti della stessa TV Globo molti si espressero tramite le reti sociali riguardo alla telenovela, come il giornalista, direttore e conduttore del Jornal Nacional William Bonner, che si è definito "dipendente " dalla trama di João Emanuel Carneiro, oltre al conduttore Luciano Huck, un altro che si è detto "grande fan della telenovela", arrivando persino a visitare gli studi di registrazione della trama.
La telenovela ha avuto un primo piano anche grazie all'attrice debuttante Mel Maia, che ha vissuto Rita/Nina nell'infanzia. L'attrice infantile ha raccontato che Adriana Esteves l'ha aiutata durante le scene affermando "avevo paura di entrare in scena con lei. Era una strega cattiva" in riferimento al personaggio dell'attrice, Carminha, che è stata la sua matrigna.
Secondo la stampa, l'ultimo episodio di Avenida Brasil ha praticamente fermato il paese. Sempre secondo la stampa, la conclusione della trama ha fatti si che le strade delle grandi metropoli come San Paolo, Rio de Janeiro, Curitiba, Salvador, Recife, Belo Horizonte e Belém restassero deserte. Sia il Jornal Nacional che il Globo Repórter nelle loro sceneggiature ebbero delle esclusive sulla telenovela. Sempre dalla stampa è stata annunciata la possibilità di un blackout in gran parte del paese, in vista dell'audience del capitolo finale. Secondo i giornali ci sarebbe stato il rischio dell'avvento di un fenomeno conosciuto come "rampa di carico", che sarebbe successo subito dopo l'esibizione della telenovela, per il sovraccarico di corrente degli apparecchi domestici utilizzati, come d'abitudine, dopo la messa in onda, una volta che le persone riprendono la loro routine: aprono il frigo, fanno il bagno, accendono la luce, ecc. Il sovraccarico avrebbe lasciato il paese al buio, fatto che non si è verificato. Un'altra questione che è stata notizia internazionale è stato il fatto che la presidente Dilma Rousseff cambiassela sua agenda di impegni, riprogrammando un evento a causa dell'ultima puntata.
Secondo la critica televisiva, i personaggi Carminha e Flora (quest'ultima della telenovela A Favorita dello stesso autore di Avenida Brasil) sarebbero le più grandi antagoniste della storia della teledrammaturgia brasiliana, vincendo rispetto al personaggio "Odete Roitman" della telenovela Senza scrupoli, interpretata dall'attrice Beatriz Segall, rivendicando che il modo "popolare" di Carminha ha fatto sì che "familiarizzasse" con il pubblico.
Secondo la rivista Forbes (degli Stati Uniti), la telenovela avrebbe fatturato circa due miliardi di reais, essendo il più grande fatturamento chi sia mai stato raggiunto da una produzione televisiva dell'America Latina. Sempre secondo la pubblicazione nord americana, la telenovela è stato un grande successo per il fatto che la TV Globo abbia rappresentato la "Classe C" come protagonista della trama, avendo così conquistato 46 milioni di telespettatori brasiliani. La serie è stata poi esportata nel mondo, venendo doppiata in 19 lingue, tra cui il greco, il polacco e l'arabo.

## Ascolti
Avenida Brasil debuttò il 26 marzo 2012 con un'audience di 37 punti e 61% di share, battendo questo record il 21 maggio, giorno in cui raggiunse 42 punti di audience e 65% di share. Tale audience si è ripetuta per alcune volte prima che tale numero fosse di nuovo raggiunto il 19 giugno quando la telenovela ha registrato 43 punti e 67% di share. Durante l'esibizione della centesima puntata di Avenida Brasil, il 19 luglio, quando il personaggio Carminha scopre che Nina è Rita, c'è stata l'aspettativa di rompere il record precedente, però la trama ebbe una media di 40,5 punti, con picchi di 48, e 68% di share nella città di San Paolo. Il 24 luglio la trama segno 45 punti con 70% di share, prestazione ripetuta il giorno seguente con il 72% di share. Il 30 luglio però la trama torna a battere il record e registrò 46 punti di media con picco di 51. Lo stesso indice di 46 punti tornò ad essere raggiunto il 4 ottobre quando la telenovela raggiunse picco di 52 punti con 72% di share. Il 6 ottobre la telenovela raggiunse la sua migliore audience del sabato raggiungendo 42 punti di media, picco di 45 con il 73% di share in un giorno in cui gli ascolti sono di solito bassi. L'8 ottobre Avenida Brasil segnò 49 punti di audience e 74% di share. Incamminandosi verso la fine, la trama ha continuato ad avere buoni ascolti.
Il 19 ottobre, giorno dell'ultima puntata, la telenovela ha battuto il suo proprio record como se lo aspettavano la maggior parte dei critici. Avenida Brasil ha fatto 51 punti di audience e 75% di share, un numero molto elevato, facendo della telenovela il programma che ha raggiunto l'ascolto più alto nel 2012 in Brasile.